# Mary Anne Talbot
 (mai 2020).
Si vous disposez d'ouvrages ou d'articles de référence ou si vous connaissez des sites web de qualité traitant du thème abordé ici, merci de compléter l'article en donnant les références utiles à sa vérifiabilité et en les liant à la section « Notes et références ».
Mary Anne Talbot (née le 2 février 1778 à Londres ; morte le 4 février 1808) est une Anglaise qui a servi comme marin et comme soldat sous le nom de John Taylor dans la Royal Navy et l’armée britannique. Comme son histoire a été racontée à plusieurs reprises aux XIXe et XXe siècles, elle est devenue l’une des plus célèbres Amazones du XVIIIe siècle, avec Hannah Snell et Christian Davies, qui elles aussi se sont fait passer pour des hommes afin de servir comme marin ou comme soldat.

## Origine et jeunes années
Elle était la plus jeune de seize enfants et probablement une fille illégitime de William Talbot, premier comte Talbot. Sa mère mourut en accouchant et son père présumé quand elle avait quatre ans. Jusqu’à l’âge de cinq ans elle fut élevée par une nourrice à Worthen, dans le Shropshire, et fréquenta ensuite jusqu’à l’âge de 14 ans, à Chester, un internat privé que dirigeait une certaine Mrs Tapperly. Le seul parent qu’elle connût était une sœur aînée, l’honorable Miss Dyer, qu’elle prenait d’abord pour sa mère. Mrs Dyer mourut en couches, alors que Mary Anne n’avait que neuf ans. Avant sa mort elle informa Mary Anne de son origine probable, lui laissant une grosse somme de 30 000 livres sterling. De cette fortune, Mary Anne aurait pu tirer un revenu annuel de 1 500 livres, mais le tuteur choisi par sa sœur, un certain Mr. Sucker, ne se préoccupa pas de lui faire poursuivre ses études et la confia à Essex Bowen, un capitaine du 82e régiment de fantassins. Il l’emmena à Londres où il abusa d’elle. 

## Service dans l’armée de terre et dans la marine
Comme Mary Anne était devenue enceinte, Bowen la fit passer pour un garçon, l'appela John Taylor, et l'emmena comme valet de chambre aux Antilles, où son régiment avait été transféré. Pendant la traversée sur le Crown, commandé par le capitaine Bishop de Falmouth, le navire qui se dirigeait vers la colonie espagnole de Saint-Domingue fut pris dans une tempête. Mary Anne, ou plutôt John Taylor dut aider au fonctionnement des pompes et apprit ainsi les bases des techniques de navigation. En juin 1792, le Crown atteignit Port-au-Prince où le capitaine Bishop reçut l'ordre d'emmener en France les troupes qui étaient à bord : elles devaient y être déployées sous les ordres du duc d'York dans le cadre de la Première Coalition. Le capitaine Bowen menaça la jeune femme de la vendre comme esclave si elle ne le suivait pas. Elle rejoignit ensuite comme tambour le régiment du Duc d'York et participa à plusieurs batailles en Flandre avant d'être blessée lors de la conquête de Valenciennes. Quand le capitaine Bowen mourut, elle déserta pour que son véritable sexe ne fût pas découvert. Habillé en marin, elle gagna le Rhin en traversant le Luxembourg, passant la nuit en plein air et dans des meules de foin. Le 17 septembre 1793, elle s'engagea sur un navire français sous les ordres du capitaine Le Sage, sans s’être rendu compte qu'elle se trouvait sur un navire corsaire. Quatre mois plus tard ce bâtiment était capturé par un navire de guerre britannique. Faite prisonnier, la jeune femme monta à bord du HMS Queen Charlotte, où l'amiral Howe l’affecta comme garçon de poudre sur un paquebot, le HMS Brunswick. John Harvey, le capitaine, remarqua le comportement remarquable de cette recrue au point de l’affecter à son service comme garçon de cabine. En même temps elle devait servir comme artilleur. Trois mois plus tard, Mary Anne fut gravement blessée lors de la bataille du 13 prairial an II où un charriot lui écrasa la cheville gauche. Elle passa quatre mois à l'hôpital naval royal de Haslar à Gosport. Par la suite, elle devint aspirant sur la bombarde Vesuvius mais elle fut capturée au large des côtes normandes par deux corsaires français et resta prisonnière dix-huit mois à Dunkerque. Après sa libération, elle s'embarqua sur un navire américain, l’Ariel, sous les ordres du capitaine John Field, qui fit voile vers New York en août 1796. En novembre, elle revint à Londres sur l'Ariel. Là, elle fut victime à Wapping d’une opération de presse. Pour ne pas être obligée de rejoindre une nouvelle fois la Royal Navy, elle révéla son vrai sexe et on la relâcha.

## La fin de sa vie
Les années suivantes elle vécut dans la pauvreté, travaillant comme aide chez un bijoutier, dans un théâtre ou comme domestique à Londres. Outre sa pauvreté, elle continuait à souffrir des effets de sa blessure à la cheville. Néanmoins, elle continuait à se rendre dans les tavernes pour gens de la mer toujours habillée en marin. Elle demanda à l’amirauté une pension qui lui fut finalement accordée. Quand son histoire fut connue, elle reçut des cadeaux de la reine Caroline, du duc de Norfolk et d’autres bienfaiteurs. Finalement, elle vécut comme femme de ménage dans la maison de l’auteur Robert S. Kirby à Londres. Ce dernier publia pour la première fois sa biographie en 1804. Trois ans plus tard, en raison de sa mauvaise santé, elle s’installa chez un ami dans le Shropshire et y mourut quelques semaines plus tard.

## Authenticité
L’authenticité de ses récits fut mise en doute à plusieurs reprises ; en particulier il n’existe aucun document qui prouverait la présence d’un marin du nom de Taylor à bord des navires sur lesquels elle prétendait avoir servi.